# Emīls Liepiņš
Emīls Liepiņš (Dobele, 29 ottobre 1992) è un ciclista su strada lettone che corre per il Q36.5 Pro Cycling Team. Attivo in formazioni UCI dal 2011, ha vinto tre titoli nazionali in linea.

## Palmarès

### Strada
- 2018 (ONE Pro Cycling, cinque vittorie)

Poreč Trophy
3ª tappa Istrian Spring Trophy (Pisino > Umago)
Heistse Pijl
2ª tappa Baltic Chain Tour (Valmiera > Sigulda)
Classifica generale Baltic Chain Tour
- 2019 (Wallonie-Bruxelles, una vittoria)

1ª tappa, 1ª semitappa Settimana Internazionale di Coppi e Bartali (Gatteo > Gatteo)
- 2022 (Trek Segafredo, una vittoria)

Campionati lettoni, Prova in linea Elite
- 2023 (Trek Segafredo, una vittoria)

Campionati lettoni, Prova in linea Elite
- 2024 (Team dsm-firmenich PostNL, una vittoria)

Campionati lettoni, Prova in linea Elite

#### Altri successi
- 2018 (ONE Pro Cycling)

Classifica a punti Baltic Chain Tour

## Piazzamenti

### Grandi Giri
- Giro d'Italia

2025: 131º
- Vuelta a España

2020: 123º

### Classiche monumento
- Milano-Sanremo

2025: 126º
- Giro delle Fiandre

2023: 71º
2025: ritirato
- Parigi-Roubaix

2021: 95º
2023: 105º

### Competizioni mondiali
- Campionati del mondo

Offida 2010 - In linea Junior: 66º
Toscana 2013 - In linea Under-23: 79º
Yorkshire 2019 - In linea Elite: ritirato
Fiandre 2021 - In linea Elite: 52º
Wollongong 2022 - In linea Elite: 58º
Glasgow 2023 - In linea Elite: 29°
Zurigo 2024 - In linea Elite: ritirato

### Competizioni continentali
- Campionati europei

Ankara 2010 - In linea Junior: 16º
Goes 2012 - In linea Under-23: ritirato
Nyon 2014 - In linea Under-23: ritirato
Herning 2017 - In linea Elite: 13º
Glasgow 2018 - In linea Elite: 19º
Alkmaar 2019 - In linea Elite: ritirato
Plouay 2020 - In linea Elite: 56°
Monaco di Baviera 2022 - In linea Elite: 14°
Drenthe 2023 - In linea Elite: non partito